# Gingiston
Gingiston, ook wel Gengeston, Gingistonu of Djeendjesitonoe, is een plaats aan de Boven-Surinamerivier in Sipaliwini in Suriname.
Het ligt aan de rechteroever, met aan de overzijde het dorp Pambo Oko. Ter hoogte van deze dorpen bevindt zich een stroomversnelling (soela) in de rivier. Stroomafwaarts ligt Pokigron met de kade van Atjoni, vanwaaruit veel boten starten naar een bestemming stroomopwaarts.
Het heeft rond de 400 inwoners en leeft van landbouw en visvangst. De goededoelenorganisatie Adra schonk in 2013 een grote rijstmolen aan het dorp. In 2019 schonk de VHP een raspmachine aan het dorp om cassave te kunnen verwerken.
De kapitein (dorpshoofd) van Gingiston is sinds september 2017 Erwin Linga. Hij was daarnaast sinds de verkiezingen van 2015 parlementslid voor de NDP. Vlak voor de verkiezingen van 2020 stapte hij over naar de VHP. Hiertoe werd hij aangemoedigd door zijn achterban omdat de NDP niets voor het gebied zou hebben betekend.
De stroomvoorziening was geregeld met een generator. In februari 2022 werd gestart met een elektrificatieproject waarna het gebied voorzien zal zijn met 24 uur stroom per dag.
Abenaston · Adawai · Akisiaman · Akwaukondre · Amakakondre · Asenbaso · Asidonhopo · Atjoni · Aurora · Begoeba · Begoon · Bekiokondre · Bendikwai · Bendiwata · Biudoematoe  · Bofokoele · Botopasi · Dan · Dangogo · Daume · Debikè · Deboo · Djemongo · Djoemoe · Duwatra · Foetoenakaba · Gingiston · Goddo · Godowatra · Goejaba · Gran Slee · Grantatai · Gunsi · Heikoenoenoe · Jawjaw · Kaajapati · Kajana · Kambaloea · Kampoe · Koonoo · Kuututen · Ladouanie · Lespansi · Ligorio · Malobi · Malroseekondre · Masiakriki · Moitori · Nazaleti · Nieuw-Aurora · Padalafanti · Pambo Oko · Pikin Slee · Pingpe · Pokigron · Saloebanga · Semoisi · Soolan · Stonhoekoe · Tjaikondre · Toemaripa · Toetoeboeka